# Blas Pierrad Alcedar
Blas Pierrad Alcedar (Semur-en-Auxois, Côte-d'Or, 15 d'agost de 1812 – Saragossa, 29 de setembre de 1872) fou un militar i polític espanyol, diputat a les Corts espanyoles durant el sexenni democràtic.

## Biografia
Era fill d'un brigadier d'origen francès que havia lluitat a la guerra del francès i hi era presoner. El 1825 va ingressar com a alferes a la Guàrdia Reial. Va lluitar en la primera guerra carlina, destacant a la batalla d'Osca (26 de maig de 1837), raó per la qual fou nomenant tinent coronel de cavalleria el 1842. El 1848 fou ascendit a coronel i el 1853 a brigadier.
El 1854 va donar suport la vicalvarada i el 1856 fou nomenat governador militar de Madrid. Després fou destinat a les Filipines i al Nord d'Àfrica; en aquells anys es va afiliar al Partit Progressista. El 1866 va donar suport als intents colpistes del general Joan Prim i Prats i participà activament en la revolta de la caserna de San Gil i en la revolta dels Pirineus de 1867, raó per la qual hagué d'exiliar-se.
Quan esclatà la revolució de 1868 entrà per la Jonquera i es posà de part de la Junta de Revolucionària de l'Empordà, que dirigia la revolta a Figueres. Aleshores va ingressar al Partit Republicà Democràtic i fou elegit diputat per Ronda a les eleccions generals espanyoles de 1869. A causa de les seves relacions amb els republicans intransigents del club de Viralta de Barcelona participà en els aldarulls de Tortosa de setembre de 1869, que provocaren una insurrecció federalista i la mort del secretari del govern civil. Per aquest motiu fou empresonat al castell de Montjuïc fins que fou elegit diputat per Barcelona a les eleccions generals espanyoles de 1871. Fou reescollit com a diputat pel districte de La Carolina a les eleccions generals espanyoles d'agost de 1872, però va morir un mes després de ser escollit.

## Himne
El compositor Pablo Miguel de Perlado (1846-1870) va compondre un himne en honor de Pierrad que tingué molt d'èxit en la seva època.